# ذوب‌آهن امیرکبیر اراک
ذوب‌آهن امیرکبیر اراک مجتمع فولادسازی ایرانی است که در سال ۱۳۸۶ در زمینی به مساحت ۱۵۰ هکتار با هدف تولید شمش فولادی و با سرمایه ارزی ۱۰۸ میلیون یورو در شهرک صنعتی خیرآباد اراک تأسیس گشته‌است. پروژه این شرکت در سال ۸۹ با پیشنهاد فنی یک شرکت هندی جهت طراحی کارخانه در ۴ فاز و خرید تجهیزات کلید خورد که طرح ساخت آن با کمک کارشناسان خارجی انجام گرفت و آب موردنیاز آن نیز از پساب تأمین خواهد شد. این شرکت با اشتغال بیش از ۳۰۰۰ نفر، دومین مجتمع بزرگ ذوب‌آهن کشور ایران خواهد بود.